# Condados do Estado Independente da Croácia

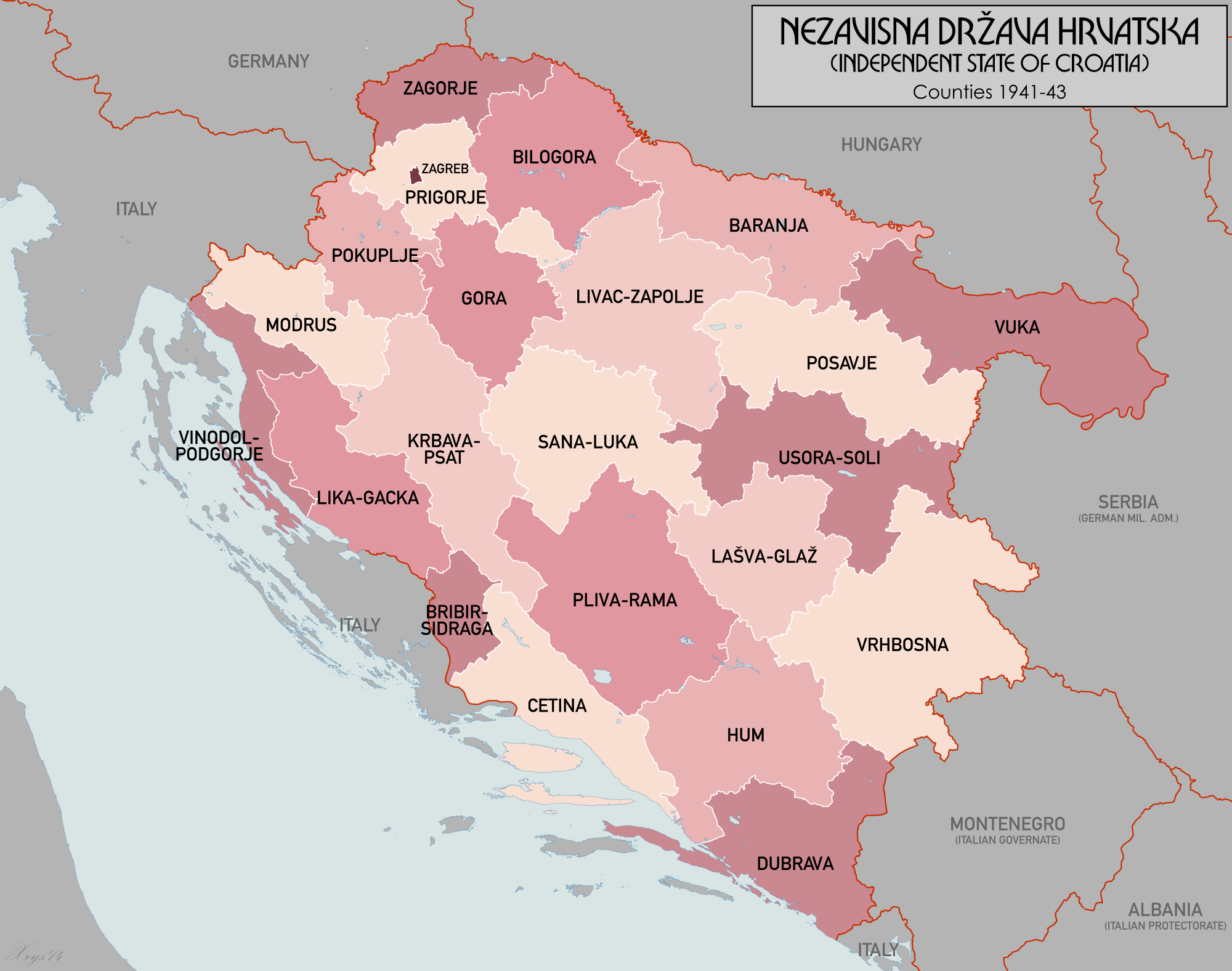
Estado Independente da Croácia em 1941

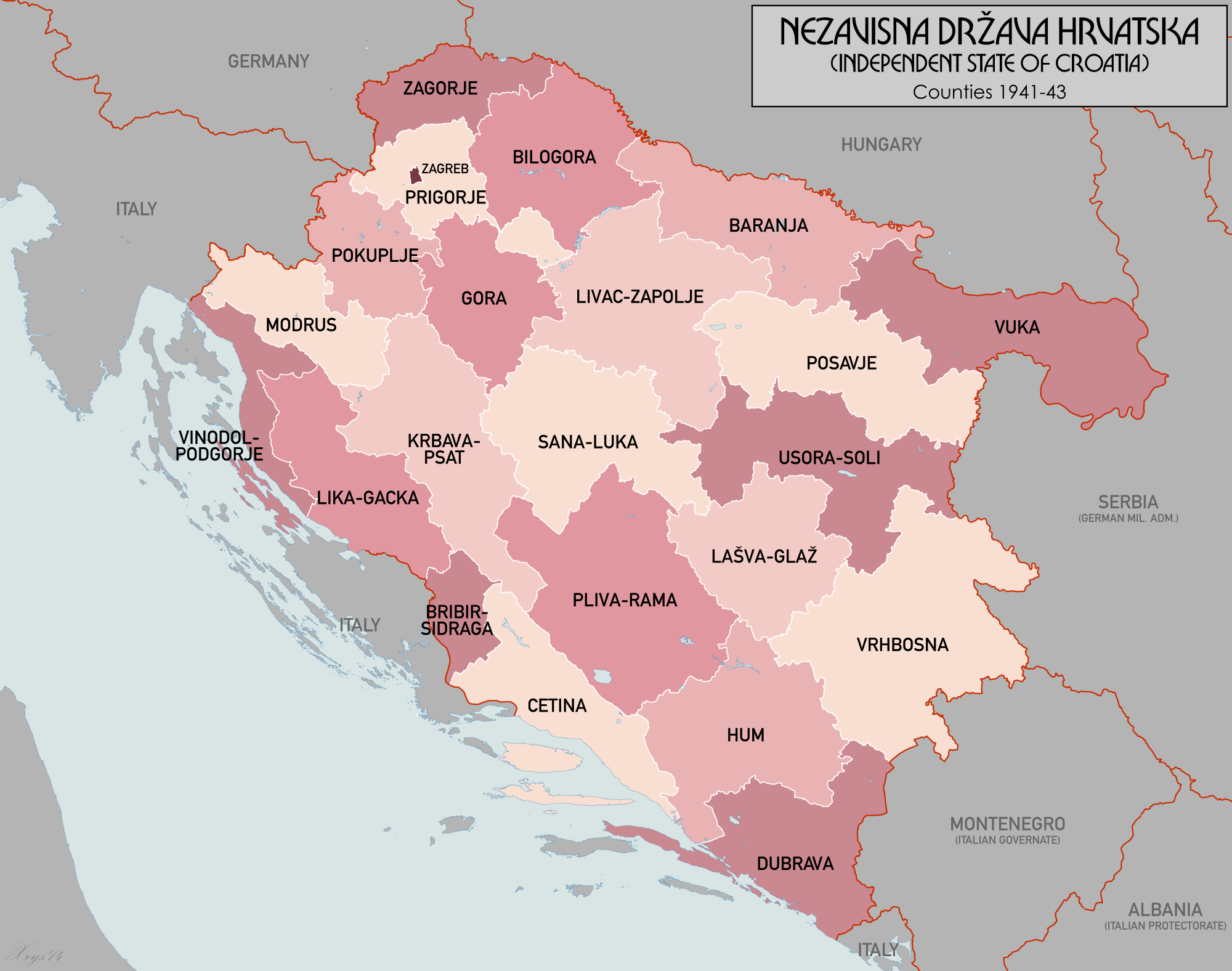
1941-1943

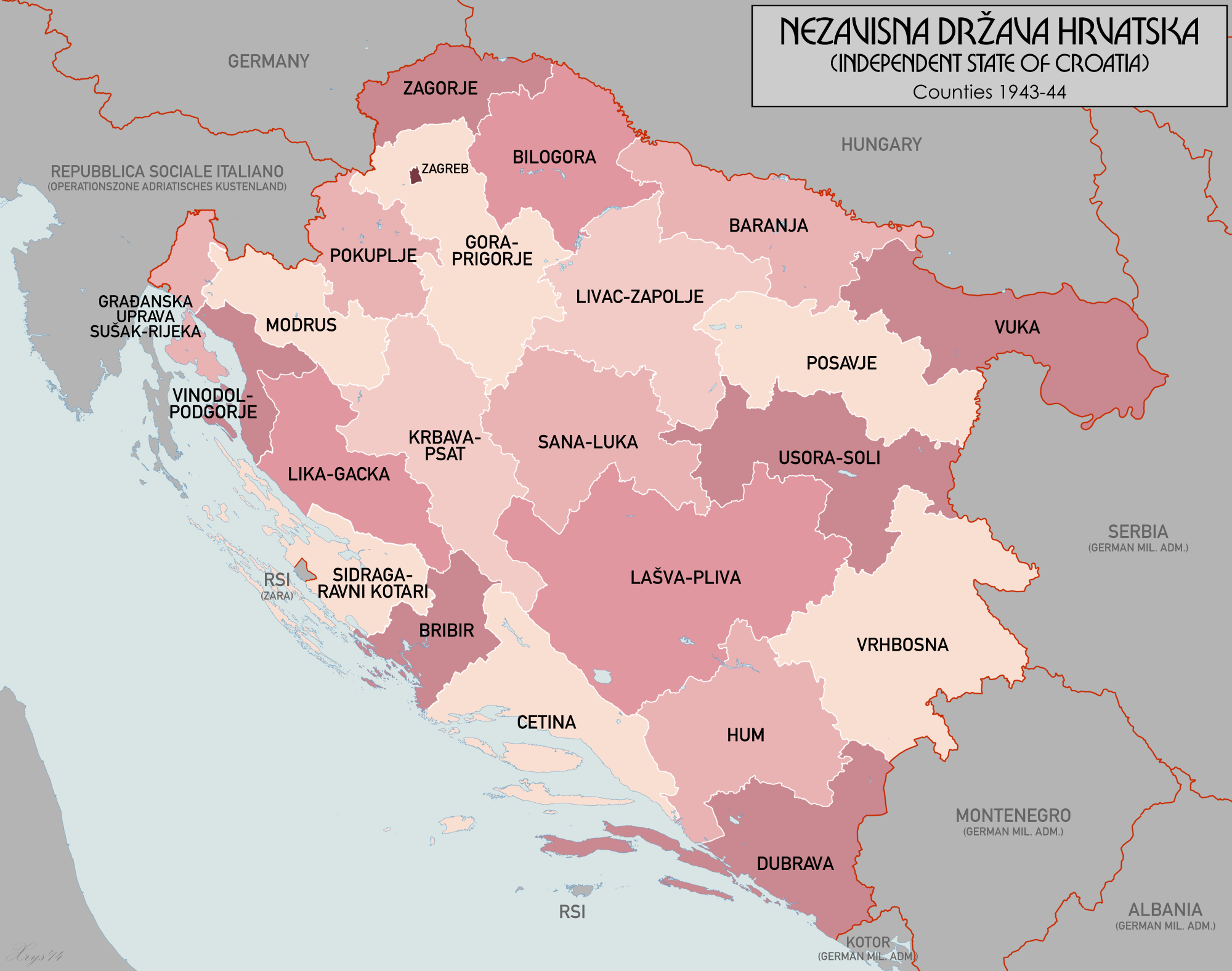
1943-1944

Os condados (Velika Zhupa) (em croata:  velika župa, pl. velike župe, em alemão:  Großgespanschaft) foram as subdivisões territoriais primárias do Estado Independente da Croácia.
Havia 22 deles, com a capital do Zagreb servindo como o vigésimo terceiro.
| Condado            | Capital        |  |
| Baranja            | Osijek         |  |
| Bilogora           | Bjelovar       |  |
| Bribir e Sidraga   | Knin           |  |
| Cetina             | Omiš           |  |
| Dubrava            | Dubrovnik      |  |
| Gora               | Petrinja       |  |
| Hum                | Mostar         |  |
| Krbava - Psat      | Bihać          |  |
| Lašva e Glaž       | Travnik        |  |
| Lika e Gacka       | Gospić         |  |
| Livac e Zapolje    | Nova Gradiška  |  |
| Modruš             | Ogulin         |  |
| Pliva and Rama     | Jajce          |  |
| Pokupje            | Karlovac       |  |
| Posavje            | Slavonski Brod |  |
| Prigorje           | Zagreb         |  |
| Sana e Luka        | Banja Luka     |  |
| Usora e Soli       | Tuzla          |  |
| Vinodol e Podgorje | Senj           |  |
| Vrhbosna           | Sarajevo       |  |
| Vuka               | Vukovar        |  |
| Zagorje            | Varaždin       |  |
| Cidade de Zagreb   | Zagreb         |  |